# Iolaus alberici
Iolaus alberici är en fjärilsart som beskrevs av Abel Dufrane 1945. Iolaus alberici ingår i släktet Iolaus och familjen juvelvingar. Inga underarter finns listade i Catalogue of Life.